# Eishockey-Regionalliga 2003/04
In der Saison 2003/04 sind die Regionalligen Nord, Ost, Nordrhein-Westfalen, Baden-Württemberg-Liga, Bayernliga und die neu eingeführte Hessenliga die vierthöchsten Ligen im deutschen Eishockey. Erneut wurde die Spielführung der Regionalliga deutschlandweit durch die Landesverbände organisiert.

## Regionalliga Nord
Die Regionalliga Nord wurde vom Landeseissportverband Niedersachsen durchgeführt.

### Modus
Die acht Teilnehmer spielten in einer Einfachrunde die vier Teilnehmer für die Aufstiegsrunde der Nord-Regionalligen aus. Die Phantoms Salzgitter stellten im November 2003 den Spielbetrieb ein, die durchgeführten Spiele wurden aus der Wertung genommen. Die restlichen Teams mussten in einer Relegationsrunde mit den Teilnehmern der Verbandsliga um den Klassenerhalt spielen.

### Teilnehmer
Neu in der Liga sind die aufgestiegenen Teams des EHC Wolfsburg 1b, REV Bremerhaven 1b, sowie die Harsefeld Tigers. Die spielberechtigten ESC Wedemark Scorpions Farmers traten nicht mehr an. Aus der Oberliga kam kein Absteiger hinzu.
| - EC Wilhelmshaven (M) - EC Timmendorfer Strand - Adendorfer EC - Phantoms Salzgitter | - Braunlager SC/Harz - REV Bremerhaven 1b (N) - TuS Harsefeld Tigers (N) - EHC Wolfsburg 1b (N) |

### Hauptrunde
|    | Mannschaft               | Sp      | S3      | S2      | N1      | N0      | Tore    | Diff.   | Pkte    |
| -- | ------------------------ | ------- | ------- | ------- | ------- | ------- | ------- | ------- | ------- |
| 1. | EC Wilhelmshaven (M)     | 12      | 12      | 0       | 0       | 0       | 104:24  | +80     | 36      |
| 2. | EC Timmendorfer Strand   | 12      | 8       | 0       | 0       | 4       | 73:33   | +40     | 24      |
| 3. | Braunlager SC Harz       | 12      | 8       | 0       | 0       | 4       | 78:39   | +39     | 24      |
| 4. | Adendorfer EC            | 12      | 7       | 0       | 0       | 5       | 61:46   | +15     | 21      |
| 5. | EHC Wolfsburg 1b (N)     | 12      | 4       | 0       | 0       | 8       | 49:76   | −27     | 12      |
| 6. | REV Bremerhaven 1b (N)   | 12      | 3       | 0       | 0       | 9       | 32:77   | −45     | 9       |
| 7. | TuS Harsefeld Tigers (N) | 12      | 0       | 0       | 0       | 12      | 27:129  | −102    | 0       |
| 8. | Phantoms Salzgitter      | Rückzug | Rückzug | Rückzug | Rückzug | Rückzug | Rückzug | Rückzug | Rückzug |

Abkürzungen: Sp = Spiele, S3 = Siege, S2 = Siege nach Verlängerung oder Penaltyschießen, N1 = Niederlagen nach Verlängerung oder Penaltyschießen, N0 = Niederlagen, M = Meister d. Vorsaison, (N) = Aufsteiger/Neuling
In der Relegationsrunde schafften der EHC Wolfsburg 1b und REV Bremerhaven 1b den Klassenerhalt. Sportlich einziger Aufsteiger war der EC Nordhorn. Die Mannschaft aus Bremerhaven zog sich jedoch zur neuen Saison zurück. Dadurch durften die Harsefeld Tigers in der Liga verbleiben und die Mannschaften der Crocodiles Hamburg und des Hamburger SV nachrücken, was zur Folge hatte, dass die Liga in der kommenden Saison auf neun Mannschaften erweitert wurde.

## Regionalliga Nordrhein-Westfalen
Der Landeseissportverband Nordrhein-Westfalen führte die Regionalliga NRW durch.

### Modus
Die neun teilnehmenden Vereine spielten in einer Doppelrunde vier Teilnehmer an der Endrunde der Regionalligen im Norden aus. Der Herforder EG stellte allerdings im Dezember 2003 den Spielbetrieb ein, die bis dahin durchgeführten Spiele wurden aus der Wertung genommen.

### Teilnehmer
Erstmals in der Liga traten die neu gegründeten Revierlöwen Oberhausen an, die ihre Spiele in Gelsenkirchen austrugen.
| - Ratinger Ice Aliens - Grefrather EC 2001 - Herner EG Blizzard | - Herforder EC - ESC Hamm - EHC Solingen | - EHC Dortmund - Neusser EV - Revierlöwen Oberhausen (Neu) |

### Hauptrunde
|    | Mannschaft                 | Sp      | S3      | S2      | N1      | N0      | Tore    | Diff.   | Pkte    |
| -- | -------------------------- | ------- | ------- | ------- | ------- | ------- | ------- | ------- | ------- |
| 1. | Ratinger Ice Aliens        | 28      | 12      | 0       | 1       | 5       | 156:81  | +75     | 67      |
| 2. | Herner EG Blizzard         | 28      | 19      | 2       | 2       | 5       | 121:74  | +47     | 63      |
| 3. | Revierlöwen Oberhausen (N) | 28      | 14      | 3       | 0       | 11      | 108:84  | +39     | 48      |
| 4. | Grefrather EC 2001         | 28      | 14      | 0       | 2       | 12      | 120:94  | +26     | 44      |
| 5. | Neusser EV                 | 28      | 11      | 3       | 3       | 11      | 106:111 | −5      | 42      |
| 6. | EHC Solingen               | 28      | 8       | 3       | 2       | 15      | 106:138 | −32     | 32      |
| 7. | EHC Dortmund               | 28      | 7       | 3       | 0       | 18      | 84:130  | −46     | 27      |
| 8. | ESC Hamm                   | 28      | 3       | 0       | 4       | 21      | 78:167  | −89     | 13      |
| 9. | Herforder EG               | Rückzug | Rückzug | Rückzug | Rückzug | Rückzug | Rückzug | Rückzug | Rückzug |

Abkürzungen: Sp = Spiele, S3 = Siege, S2 = Siege nach Verlängerung oder Penaltyschießen, N1 = Niederlagen nach Verlängerung oder Penaltyschießen, N0 = Niederlagen, (N) = Aufsteiger/Neuling
Der Grefrather EC 2001 verzichtete auf die Teilnahme an der Endrunde und zog sich für die darauffolgende Saison in die Verbandsliga NRW zurück, da der Verwalter der Spielgesellschaft den Vertrag mit der Lizenzabteilung nicht verlängerte. Dafür rückte der Neusser EV, in die Aufstiegsrunde, nach.
In der Relegationsrunde schafften der EHC Solingen, EHC Dortmund und ESC Hamm den Klassenerhalt. Auf Grund finanzieller Probleme wurde der Verein des ESC Hamm nach der Saison jedoch aufgelöst. Die Mannschaften vom EJ Dorsten sowie EHC Troisdorf schafften den Aufstieg. Für Grefrath rutsche der GSC Moers nach.

## Regionalliga Ost
Die Regionalliga Ost wurde vom Berliner Eissportverband organisiert.

### Modus
Die acht Teilnehmer spielten in einer Einfachrunde vier Teilnehmer an der Regionalliga-Endrunde aus. Die Teams der zweiten Tabellenhälfte trafen in der Relegationsrunde auf die Teams der Verbandsliga und Sachsenliga.

### Teilnehmer
| - ESC Saaleteufel Halle - Rostocker EC - Eisbären Juniors Berlin - ESC Erfurt | - EHV Schönheide - FASS Berlin - Blue Lions Leipzig (N) - Tornado Niesky (N) |

### Hauptrunde
|    | Mannschaft             | Sp | S3 | S2 | N1 | N0 | Tore  | Diff. | Pkte |
| -- | ---------------------- | -- | -- | -- | -- | -- | ----- | ----- | ---- |
| 1. | ESC Saaleteufel Halle  | 14 | 11 | 0  | 0  | 3  | 79:35 | +44   | 33   |
| 2. | Blue Lions Leipzig (N) | 14 | 10 | 0  | 1  | 3  | 84:50 | +34   | 31   |
| 3. | Rostocker EC           | 14 | 10 | 0  | 0  | 4  | 56:36 | +20   | 30   |
| 4. | Eisbären Junios Berlin | 14 | 7  | 2  | 1  | 4  | 63:51 | +12   | 26   |
| 5. | EHV Schönheide         | 14 | 7  | 0  | 1  | 6  | 63:54 | +9    | 22   |
| 6. | Tornado Niesky (N)     | 14 | 6  | 1  | 0  | 7  | 52:62 | −10   | 20   |
| 7. | FASS Berlin            | 14 | 2  | 0  | 0  | 12 | 37:75 | −38   | 6    |
| 8. | ESC Erfurt             | 14 | 0  | 0  | 0  | 14 | 24:95 | −71   | 0    |

Abkürzungen: Sp = Spiele, S3 = Siege, S2 = Siege nach Verlängerung oder Penaltyschießen, N1 = Niederlagen nach Verlängerung oder Penaltyschießen, N0 = Niederlagen, (N) = Aufsteiger/Neuling
In der Relegationsrunde konnten alle vier Teilnehmer der Regionalliga den Klassenerhalt herausspielen.

## Endrunde der Regionalligen im Norden
An der Endrunde nahmen je vier Mannschaften der Regionalligen Nord, Ost und NRW teil. Sie wurde in einer Einfachrunde ausgespielt. Die Runde wurde von den Mannschaften der Regionalliga NRW dominiert, die in der Endabrechnung die Plätze 1 bis 3 belegten.
|     | Mannschaft              | Sp | S3 | S2 | N1 | N0 | Tore    | Diff. | Pkte |
| --- | ----------------------- | -- | -- | -- | -- | -- | ------- | ----- | ---- |
| 1.  | Revierlöwen Oberhausen  | 22 | 16 | 2  | 1  | 3  | 104:56  | +48   | 53   |
| 2.  | Herner EG Blizzard      | 22 | 15 | 2  | 2  | 3  | 124:56  | +68   | 51   |
| 3.  | Ratinger Ice Aliens     | 22 | 15 | 2  | 0  | 5  | 103:61  | +42   | 49   |
| 4.  | ESC Saaleteufel Halle   | 22 | 13 | 0  | 2  | 7  | 110:77  | +33   | 41   |
| 5.  | EC Timmendorfer Strand  | 22 | 10 | 4  | 2  | 6  | 98:76   | +22   | 40   |
| 6.  | EC Wilhelmshaven        | 22 | 12 | 0  | 2  | 8  | 105:70  | +35   | 38   |
| 7.  | Blue Lions Leipzig      | 22 | 10 | 2  | 2  | 8  | 102:101 | +1    | 36   |
| 8.  | Neusser EV              | 22 | 9  | 2  | 2  | 9  | 78:83   | −5    | 33   |
| 9.  | Eisbären Juniors Berlin | 22 | 7  | 0  | 2  | 13 | 70:86   | −16   | 23   |
| 10. | Rostocker EC            | 22 | 2  | 3  | 1  | 16 | 63:124  | −61   | 13   |
| 11. | Adendorfer EC           | 22 | 3  | 0  | 1  | 18 | 67:142  | −75   | 10   |
| 12. | Braunlager SC Harz      | 22 | 2  | 1  | 1  | 18 | 71:163  | −92   | 9    |

Abkürzungen: Sp = Spiele, S3 = Siege, S2 = Siege nach Verlängerung oder Penaltyschießen, N1 = Niederlagen nach Verlängerung oder Penaltyschießen, N0 = Niederlagen
Die Meisterschaft und damit den Aufstieg in die Oberliga sicherten sich dabei die Revierlöwen Oberhausen. Den Blue Lions Leipzig und Eisbären Junios Berlin wurde jedoch ebenfalls eine Spielzulassung für die Oberliga in der kommenden Saison erteilt.

## Regionalliga Hessen

### Modus
Die neun teilnehmenden Mannschaften spielten in einer Einfachrunde, den Meister der Regionalliga Hessen aus. Der Meister war auch sportlicher Aufsteiger in die Oberliga.

### Teilnehmer
| - EC Bad Nauheim 1b - EV Wiesbaden - Darmstadt Stars | - Frankfurt Lions 1b - Ice Devils Bad Nauheim - Eintracht Frankfurt | - ERC Pohlheim - VERC Zeilbach Tigers - Frankfurter Eisteufel |

### Tabelle
|    | Mannschaft              | Sp | S3 | S2 | N1 | N0 | Tore    | Diff. | Pkte |
| -- | ----------------------- | -- | -- | -- | -- | -- | ------- | ----- | ---- |
| 1. | EC Bad Nauheim 1b       | 16 | 15 | 0  | 0  | 1  | 195:52  | +143  | 45   |
| 2. | EV Wiesbaden            | 16 | 13 | 0  | 0  | 3  | 192:57  | +135  | 39   |
| 3. | Darmstadt Stars         | 16 | 12 | 1  | 0  | 3  | 192:54  | +138  | 38   |
| 4. | Frankfurt Lions 1b      | 16 | 11 | 0  | 1  | 4  | 163:59  | +104  | 34   |
| 5. | Ice Devils Bad Nauheim  | 16 | 6  | 2  | 0  | 8  | 100:142 | −42   | 22   |
| 6. | Eintracht Frankfurt +   | 16 | 4  | 0  | 1  | 10 | 90:156  | −66   | 14   |
| 7. | ERC Pohlheim            | 16 | 4  | 0  | 1  | 11 | 51:143  | −92   | 13   |
| 8. | VERC Zeilbach Tigers    | 16 | 2  | 0  | 0  | 14 | 52:178  | −126  | 6    |
| 9. | Frankfurter Eisteufel + | 16 | 1  | 0  | 0  | 14 | 47:241  | −194  | 4    |

Abkürzungen: Sp = Spiele, S3 = Siege, S2 = Siege nach Verlängerung oder Penaltyschießen, N1 = Niederlagen nach Verlängerung oder Penaltyschießen, N0 = Niederlagen
+ Die Partie Eintracht Frankfurt gegen Frankfurter Eisteufel wurde als einzige der Saison mit einem Unentschieden abgeschlossen und daher hier tabellarisch nicht verzeichnet.
Die Meistermannschaft des EC Bad Nauheim 1b, konnte ihr Aufstiegsrecht nicht wahrnehmen, da die A-Lizenzmannschaft des EC Bad Nauheim Insolvenz anmelden musste und in der Regionalliga Hessen neustartete. Somit wurde die 1b-Mannschaft in die fünftklassige Hessenliga zurückgestuft.
Nach der Saison zogen die Mannschaften der Eintracht Frankfurt, des ERC Pohlheim und der Frankfurter Eisteufel ihre Spielberechtigungen zurück und traten in der kommenden Saison in der Hessenliga an. Die Mannschaft der VERC Zeilbach Tigers löste sich auf.

## Baden-Württembergliga
Die Baden-Württemberg-Liga wurde vom Eissport-Verband Baden-Württemberg organisiert.

### Modus
Die teilnehmenden Mannschaften spielten in einer Einfachrunde fünf Mannschaften für die Aufstiegsrunde aus. Die Aufstiegsrunde wurde in einer Doppelrunde ausgetragen; deren Sieger war sportlicher Aufsteiger in die Oberliga. Die Punkte wurden nach der Zwei-Punkt-Regel verteilt.

### Teilnehmer
Durch die Rückzüge von Heilbronn 1b und Schwenningen konnten mit Balingen, Esslingen und Bad Liebenzell drei Mannschaften aufsteigen.
| - ESV Hügelsheim - Mannheimer ERC 1b - SC Bietigheim 1b - EHC Freiburg 1b - EC Eppelheim | - EHC Zweibrücken - ESV Balingen (Aufsteiger) - ESG Esslingen (Aufsteiger) - ESC Bad Liebenzell Black Hawks (Aufsteiger) |

### Hauptrunde
|    | Mannschaft                 | Sp | S  | U | N  | Tore   | Diff. | Pkte  |
| -- | -------------------------- | -- | -- | - | -- | ------ | ----- | ----- |
| 1. | SC Bietigheim 1b           | 16 | 14 | 2 | 0  | 110:40 | +70   | 30:2  |
| 2. | ESV Hügelsheim             | 16 | 11 | 3 | 2  | 122:50 | +72   | 25:7  |
| 3. | EHC Freiburg 1b            | 16 | 9  | 3 | 4  | 91:62  | +29   | 21:11 |
| 4. | EC Eppelheim               | 16 | 10 | 0 | 6  | 76:50  | +26   | 20:10 |
| 5. | Bad Liebenzell Black Hawks | 16 | 8  | 1 | 7  | 77:80  | −3    | 17:15 |
| 6. | Mannheimer ERC 1b          | 16 | 7  | 1 | 8  | 94:81  | +13   | 15:17 |
| 7. | Zweibrücken Hornets        | 16 | 4  | 0 | 12 | 55:131 | −76   | 8:24  |
| 8. | ESV Balingen               | 16 | 2  | 1 | 13 | 48:102 | −54   | 5:27  |
| 9. | ESG Esslingen              | 16 | 1  | 1 | 14 | 53:130 | −77   | 3:29  |

Abkürzungen: Sp = Spiele, S = Siege, U = Unentschieden, N = Niederlagen, (N) = Aufsteiger
Der SC Bietigheim 1b verzichtete auf die Teilnahme an der Aufstiegsrunde. Dafür rückte der Mannheimer ERC 1b nach.

### Aufstiegsrunde
|    | Mannschaft                 | Sp | S  | U | N  | Tore   | Diff. | Pkte  |
| -- | -------------------------- | -- | -- | - | -- | ------ | ----- | ----- |
| 1. | ESV Hügelsheim             | 16 | 15 | 0 | 1  | 157:48 | +109  | 30:2  |
| 2. | Bad Liebenzell Black Hawks | 16 | 8  | 1 | 7  | 71:95  | −24   | 17:15 |
| 3. | Mannheimer ERC             | 16 | 8  | 0 | 8  | 90:65  | +25   | 16:16 |
| 4. | EC Eppelheim               | 16 | 8  | 0 | 8  | 72:75  | −3    | 16:16 |
| 5. | EHC Zweibrücken Hornets    | 16 | 0  | 1 | 15 | 39:146 | 107   | 1:31  |

Abkürzungen: Sp = Spiele, S = Siege, U = Unentschieden, N = Niederlagen
Die Liga wurde zur kommenden Saison auf elf Mannschaften aufgestockt. Durch den Rückzug der Bad Liebenzell Blackhawks und den Aufstieg der Hügelsheim Hornets, waren die Kornwestheim Kodiaks, der Stuttgarter EC 1b, der EV Ravensburg 1b und die Schwenninger Fire Wings aufstiegsberechtigt.

## Bayernliga
Die Bayernliga 2003/04 wurde vom Bayerischen Eissportverband organisiert. Sie spielte einen Aufsteiger in die Oberliga 2004/05 und zwei Absteiger in die Landesliga Bayern aus.  

### Saisonverlauf
Die Bayernliga 2003/04 war die 36. Austragung dieser Liga. Meister und Aufsteiger in die Oberliga wurden die Starbulls Rosenheim, Absteiger in die Landesligen waren der TSV Trostberg, Wanderers Germering und ERC Lechbruck (Rückzug).

### Modus
Die 16 Mannschaften spielten die Teilnehmer der Playoffs und Playdowns aus. Nach einer Einfachrunde erreichten die besten Acht die Playoffs um die Meisterschaft und den damit verbundenen Aufstieg, während die restlichen Acht den Absteiger in die Landesliga Bayern ausspielten. Die Liga trat in dieser Saison in einer kompletten Liga an, ohne Einteilung in zwei Staffeln. Die Punkte wurden nach der Zwei-Punkt-Regel verteilt.

### Teilnehmer
Die Absteiger Pfronten und Fürstenfeldbruck wurden durch die Aufsteiger der TuS Geretsried und den Wanderers Germering ersetzt. Für den Meister und Aufsteiger aus München, kam der Augsburger EV 1b aus der Oberliga runter.
| - EA Schongau - ERC Lechbruck - ERC Sonthofen - ERSC Ottobrunn - EV Dingolfing - ESV Königsbrunn | - EHC Waldkraiburg - Starbulls Rosenheim - TSV Trostberg - ESC Dorfen - EC Pfaffenhofen | - SVG Burgkirchen - TuS Geretsried (N) - EV Landsberg 2000 - Augsburger EV 1b (A) - Wanderers Germering (N) |

### Hauptrunde
|     | Mannschaft              | Sp | S  | U | N  | Tore    | Diff. | Pkte |
| --- | ----------------------- | -- | -- | - | -- | ------- | ----- | ---- |
| 1.  | Starbulls Rosenheim     | 30 | 26 | 1 | 3  | 200:65  | +135  | 53   |
| 2.  | EV Landsberg 2000       | 30 | 22 | 4 | 4  | 167:77  | +90   | 48   |
| 3.  | EV Dingolfing           | 30 | 19 | 2 | 9  | 131:100 | +31   | 40   |
| 4.  | EHC Waldkraiburg        | 30 | 18 | 3 | 9  | 131:90  | +41   | 39   |
| 5.  | TuS Geretsried (A)      | 30 | 19 | 0 | 11 | 137:97  | +40   | 38   |
| 6.  | EC Pfaffenhofen         | 30 | 17 | 3 | 10 | 137:92  | +45   | 37   |
| 7.  | EA Schongau             | 30 | 15 | 5 | 10 | 101:104 | −3    | 35   |
| 8.  | ERC Sonthofen           | 30 | 15 | 3 | 12 | 117:109 | +8    | 33   |
| 9.  | ESC Dorfen              | 30 | 14 | 4 | 12 | 127:120 | +7    | 32   |
| 10. | SVG Burgkirchen         | 30 | 13 | 5 | 12 | 135:163 | −28   | 31   |
| 11. | Augsburger EV 1b (A)    | 30 | 9  | 3 | 18 | 120:132 | −12   | 21   |
| 12. | ERSC Ottobrunn          | 30 | 6  | 7 | 17 | 76:139  | −63   | 19   |
| 13. | ESV Königsbrunn         | 30 | 7  | 3 | 20 | 86:123  | −37   | 17   |
| 14. | ERC Lechbruck           | 30 | 6  | 4 | 20 | 91:165  | −74   | 16   |
| 15. | Wanderers Germering (N) | 30 | 5  | 2 | 23 | 75:147  | −72   | 12   |
| 16. | TSV Trostberg           | 30 | 4  | 1 | 25 | 88:196  | −108  | 9    |

Abkürzungen: Sp = Spiele, S = Siege, U = Unentschieden, N = Niederlagen, (A) = Absteiger aus der Oberliga, (N), Aufsteiger

### Play-offs
| Viertelfinale (best of three) | Viertelfinale (best of three) | Viertelfinale (best of three) |                    |                     | Halbfinale (Hin- und Rückspiel) | Halbfinale (Hin- und Rückspiel) | Halbfinale (Hin- und Rückspiel) |                  |                  | Finale (best-of-three) | Finale (best-of-three) | Finale (best-of-three) |
|                               |                               |                               |                    |                     |                                 |                                 |                                 |                  |                  |                        |                        |                        |
| 1                             | Starbulls Rosenheim           | 2                             |                    |                     |                                 |                                 |                                 |                  |                  |                        |                        |                        |
| 8                             | ERC Sonthofen                 | 0                             |                    |                     |                                 |                                 |                                 |                  |                  |                        |                        |                        |
|                               |                               |                               | 1                  | Starbulls Rosenheim | 7                               |                                 |                                 |                  |                  |                        |                        |                        |
|                               |                               |                               |                    | 4                   | EHC Waldkraiburg                | 4                               |                                 |                  |                  |                        |                        |                        |
| 4                             | EHC Waldkraiburg              | 2                             |                    |                     |                                 |                                 |                                 |                  |                  |                        |                        |                        |
| 5                             | TuS Geretsried                | 1                             |                    |                     |                                 |                                 | Endspiel                        | Endspiel         | Endspiel         |                        |                        |                        |
|                               |                               |                               | 1                  | Starbulls Rosenheim | 2                               |                                 |                                 |                  |                  |                        |                        |                        |
|                               |                               |                               |                    | 2                   | EV Landsberg 2000               | 1                               |                                 |                  |                  |                        |                        |                        |
| 2                             | EV Landsberg 2000             | 2                             |                    |                     |                                 |                                 |                                 |                  |                  |                        |                        |                        |
| 7                             | EA Schongau                   | 1                             |                    |                     |                                 |                                 |                                 |                  |                  |                        |                        |                        |
|                               |                               |                               | 2                  | EV Landsberg 2000   | 11                              |                                 |                                 |                  |                  |                        |                        |                        |
|                               |                               |                               |                    | 3                   | EV Dingolfing                   | 2                               |                                 | Spiel um Platz 3 | Spiel um Platz 3 | Spiel um Platz 3       |                        |                        |
| 3                             | EV Dingolfing                 | 2                             |                    |                     |                                 | 3                               | EV Dingolfing                   | 8                |                  |                        |                        |                        |
| 6                             | EC Pfaffenhofen               | 0                             |                    |                     |                                 |                                 | 4                               | EHC Waldkraiburg | 7                |                        |                        |                        |
|                               |                               |                               | Hin- und Rückspiel |                     |                                 |                                 |                                 |                  |                  |                        |                        |                        |

#### Viertelfinale
|                                     | Serie | Spiel 1 | Spiel 2 | Spiel 3 |
| ----------------------------------- | ----- | ------- | ------- | ------- |
| Starbulls Rosenheim – ERC Sonthofen | 2-0   | 11:3    | 10:1    | -       |
| EHC Waldkraiburg – TuS Geretsried   | 2-1   | 6:3     | 1:5     | 6:3     |
| EV Landsberg 2000 – EA Schongau     | 2-1   | 3:2     | 3:4     | 7:3     |
| EV Dingolfing – EC Pfaffenhofen     | 2-0   | 3:1     | 4:3     | -       |

#### Halbfinale
|                                        | Gesamt | Hinspiel | Rückspiel |
| -------------------------------------- | ------ | -------- | --------- |
| Starbulls Rosenheim – EHC Waldkraiburg | 7-5    | 5:2      | 2:3       |
| EV Landsberg 2000 – EV Dingolfing      | 11-2   | 4:2      | 7:0       |

#### Finale
|                                         | Serie | Spiel 1 | Spiel 2 | Spiel 3 |
| --------------------------------------- | ----- | ------- | ------- | ------- |
| Starbulls Rosenheim – EV Landsberg 2000 | 2-1   | 10:2    | 1:6     | 5:2     |

Die Starbulls Rosenheim sind in die Oberliga aufgestiegen.

### Playdowns
In den Playdowns wurden die zwei sportlichen Absteiger in die Landesliga ermittelt. Alle Duelle wurden nach Hin- und Rückspiel entschieden.

#### 1. Runde
|                                     | Serie | Spiel 1 | Spiel 2 |
| ----------------------------------- | ----- | ------- | ------- |
| TSV Trostberg – ESC Dorfen          | 10-11 | 6:5     | 4:6     |
| ESV Königsbrunn – ERSC Ottobrunn    | 6-4   | 2:2     | 4:2     |
| Wanderers Germing – SVG Burgkirchen | 6-10  | 3:5     | 3:5     |
| ERC Lechbruck – Augsburger EV 1b    | 4-6   | 1:3     | 3:3     |

#### 2. Runde
|                                   | Gesamt | Hinspiel | Rückspiel |
| --------------------------------- | ------ | -------- | --------- |
| TSV Trostberg – ERSC Ottobrunn    | 7-9    | 3:2      | 4:7       |
| Wanderers Germing – ERC Lechbruck | 5-9    | 3:2      | 2:7       |

Der TSV Trostberg und die Aufsteiger aus Germering sind sportliche Absteiger in die Landesliga Bayern. Der ERC Lechbruck hat seine Mannschaft, nach der Saison, aus finanziellen Gründen zurückgezogen. Dafür stellte die Landesliga Bayern einen Aufsteiger mehr. Der TSV Erding, die Pegnitz Ice Dogs, der EV Fürstenfeldbruck und der TSV Peißenberg waren Aufsteiger.